# Coral Bracho

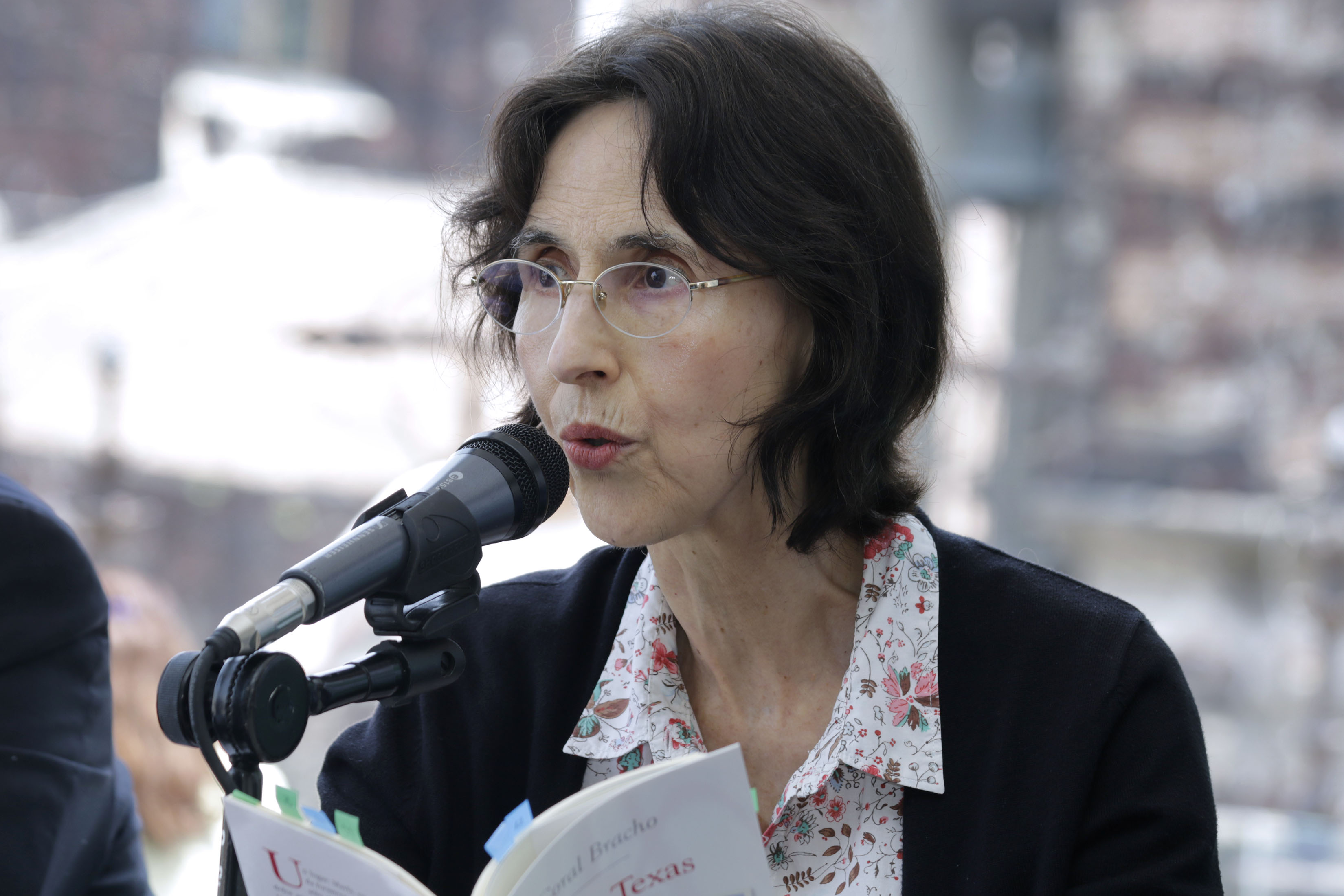
Coral Bracho im Jahr 2017

Coral Bracho (* 1951 in Mexiko-Stadt) ist eine mexikanische Dichterin und Übersetzerin.

## Leben
Coral Bracho studierte Sprache und Literatur und unterrichtet an der Nationalen Universität von Mexiko. Ihr lyrisches Werk, das der neobarocken Poesie Lateinamerikas zugeordnet wird, gilt als bedeutend in der mexikanischen Dichtung. Für ihren zweiten Gedichtband El ser que va a morir (‚Das Wesen, das sterben wird‘) wurde sie mit dem „Premio Nacional de Poesía de Aguascalientes“ und für die Sammlung Ese espacio, ese jardín (‚Dieser Raum, dieser Garten‘) mit dem „Premio Xavier Villaurrutia“ ausgezeichnet. Sie ist Mitglied der Kulturstiftung Sistema Nacional de Creadores de Arte und war Inhaberin eines Guggenheim-Stipendiums.

## Werke (Auswahl)
- Firefly Under the Tongue: Selected Poems of Coral Bracho. New Directions Publishing 1977, ISBN 0-811-21684-5.
- zusammen mit Luis Fernando Lara: Diccionario fundamental del español de México. Colegio de México 1982, ISBN 9-681-61328-7.
- Ese espacio, ese jardín. Ediciones Era 2003, ISBN 9-684-11572-5.
- Cuarto de hotel. Ediciones Era 2007, ISBN 6-074-45127-3.
- A dónde fue el ciempiés? Colección infantil y juvenil, Ediciones Era 2007, ISBN 9-684-11681-0.
- Si ríe el emperador. Ediciones Era 2010, ISBN 6-074-45097-8.

## Auszeichnungen
- 1981: Staatspreis für Poesie des mexikanischen Bundesstaates Aguascalientes
- 2003: Premio Xavier Villaurrutia für Ese espacio, ese jardín.[2]
- 2007: Anerkennung für ihr Werk durch die Fundación para las Letras Mexicanas
- 2011: Premio Jaime Sabines[3]
- 2023: FIL-Preis